# ماروویتسیکا سود
ماروویتسیکا سود (به لاتین: Marovitsika Sud) یک منطقهٔ مسکونی در ماداگاسکار است که در ناحیه بفوتاکا سود واقع شده‌است. ماروویتسیکا سود ۹۳۵ متر بالاتر از سطح دریا واقع شده‌است.